# 50th Space Wing

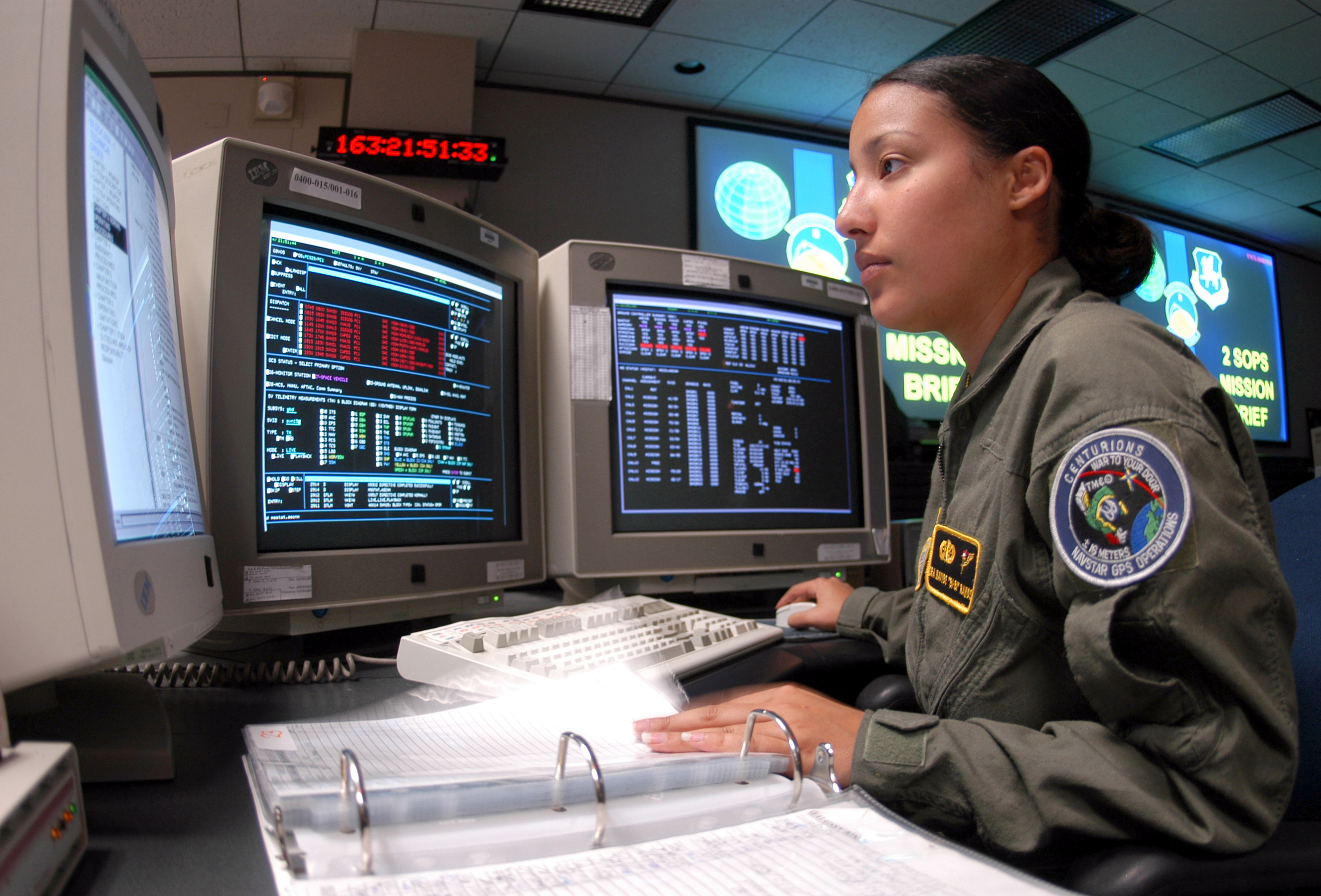
Operatore della gestione del GPS del 2nd SOPS

Il 50th Space Wing era uno stormo di operazioni spaziali della United States Space Force, inquadrato nello United States Space Command. Il suo quartier generale era situato presso la Schriever Space Force Base, in Colorado.

## Missione
Lo stormo era responsabile per le operazioni ed il supporto ai 175 satelliti di proprietà del Dipartimento della Difesa.

## Organizzazione
Al maggio 2017, esso controllava:
- 50th Operations Group
  - 50th Operations Support Squadron
  -  1st Space Operations Squadron, all'unità era associato il 7th Space Operations Squadron, 310th Space Wing, AFRC - Gestiva i sistemi satellitari SBSS, ATRR, GSSAP
  -  2nd Space Operations Squadron, all'unità era associato il 19th Space Operations Squadron, 310th Space Wing, AFRC - Gestiva i satelliti GPS
  -  3rd Space Experimentation Squadron
  -  4th Space Operations Squadron - Gestiva le comunicazioni MILSATCOM (DSCS, WGS, AEHF e Milstar)
  - Detachment 1, distaccato presso il NOAA Satellite Operations Facility, Suitland, Maryland - Gestiva i satelliti meteorologici del DMSP
    - Weather Flight
- 50th Network Operations Group
  -  50th Space Communications Squadron
  -  21st Space Operations Squadron, distaccato presso la Vandenberg Air Force Base, California
    - Detachment 1 Diego Garcia
    - Detachment 2 Andersen Air Force Base, Guam
    - Detachment 3 Waianae, Hawaii

  -  22nd Space Operations Squadron - gestiva la rete satellitare e ne coordinava i lanci e le operazioni in orbita
  -  23rd Space Operations Squadron, distaccato presso la New Boston Air Force Station, New Hampshire
    - Detachment 1 Thule Air Base, Groenlandia
    - Operating Location - A Oakhanger, Inghilterra
- 50th Mission Support Group
  - 50th Civil Engineer Squadron
  - 50th Contracting Squadron
  - 50th Logistics Readiness Squadron
  - 50th Force Support Squadron
  - 50th Security Forces Squadron
- 50th Comptroller Squadron